# Weryfikacja
Weryfikacja (z łac. veritas „prawda” i facio „czynię”), sprawdzanie – działanie zmierzające do rozstrzygnięcia prawdziwości danego zdania.